# Ángel Dolores Rojas
Ángel Domingo Rojas (Ciudad de San Juan, 29 de julio de 1851 - ídem, 16 de diciembre de 1918) fue uno de los más destacados políticos sanjuaninos. Gobernó su provincia natal y fue candidato a presidente de la República Argentina enfrentando por el Partido Conservador al líder de la Unión Cívica Radical Hipólito Yrigoyen.

## Biografía
Nació en la ciudad de San Juan el 29 de julio de 1851, hijo de Pedro Rojas y Paula Amarfil. Se educó en el Colegio Nacional de Monserrat, Córdoba (Argentina), recibiéndose de bachiller y desempeñándose como maestro en la escuela de varones que dirigía Agustín Presinger.
Tras iniciar sus estudios de derecho en Córdoba, pasó a la ciudad de Buenos Aires donde se graduó de abogado en 1875 en la Universidad de Buenos Aires.
De regreso a su provincia natal, se desempeñó como abogado de las empresas ferroviarias Gran Oeste Argentino y Trasandino Argentino y del Banco Hipotecario Nacional, como defensor de menores, [cita requerida]senador provincial, miembro de la Convención de Reforma de la Constitución Provincial (1878), ministro de Hacienda y Obras Públicas, del coronel de caballería Agustín Gómez hasta su renuncia el 9 de diciembre de 1879 por haber sido electo candidato a la Cámara de Diputados de la Nación Argentina.
Electo diputado nacional y radicado en la ciudad de Buenos Aires en 1880 estuvo presente en los eventos de la revolución de Buenos Aires contra las autoridades nacionales.
Posteriormente fue administrador general de Sellos y Patentes. Fue también ministro de hacienda de Juan Luis Sarmiento (1881-1884), vicegobernador a cargo del ejecutivo provincial hasta su destitución por juicio político.

### Gobernador de San Juan
Las primeras elecciones para gobernador en la provincia de San Juan tras la promulgación en 1912 de la Ley Sáenz Peña (que garantizaba votación secreta y sufragio universal masculino) llevó a la formación de la Concentración Cívica, alineada con el Partido Autonomista Nacional (PAN) y su sucesor, el Partido Conservador.
Rojas fue nominado como candidato a la gobernación de la provincia, acompañado por César Aguilar. En las elecciones celebradas el 4 de enero de 1914 arrebató la gobernación al Partido Popular, en el poder desde 1907.
Mientras el resto del país se inclinaba por los candidatos de la Unión Cívica Radical. San Juan lo hacía por el Partido Conservador. Rojas asumió la gobernación de San Juan para cumplir un periodo de 3 años el 12 de mayo de 1914. Dichas elecciones resultarían fuertemente criticadas por la débil participación, el fraude electoral proporcionado por el voto cantado y las acusaciones mutuas entre la Unión Cívica Radical y el Partido Conservador
El 5 de agosto falleció el vicegobernador Aguilar, por lo que se llamó a elecciones para un nuevo vicegobernador resultando electo el doctor Pedro Garro.

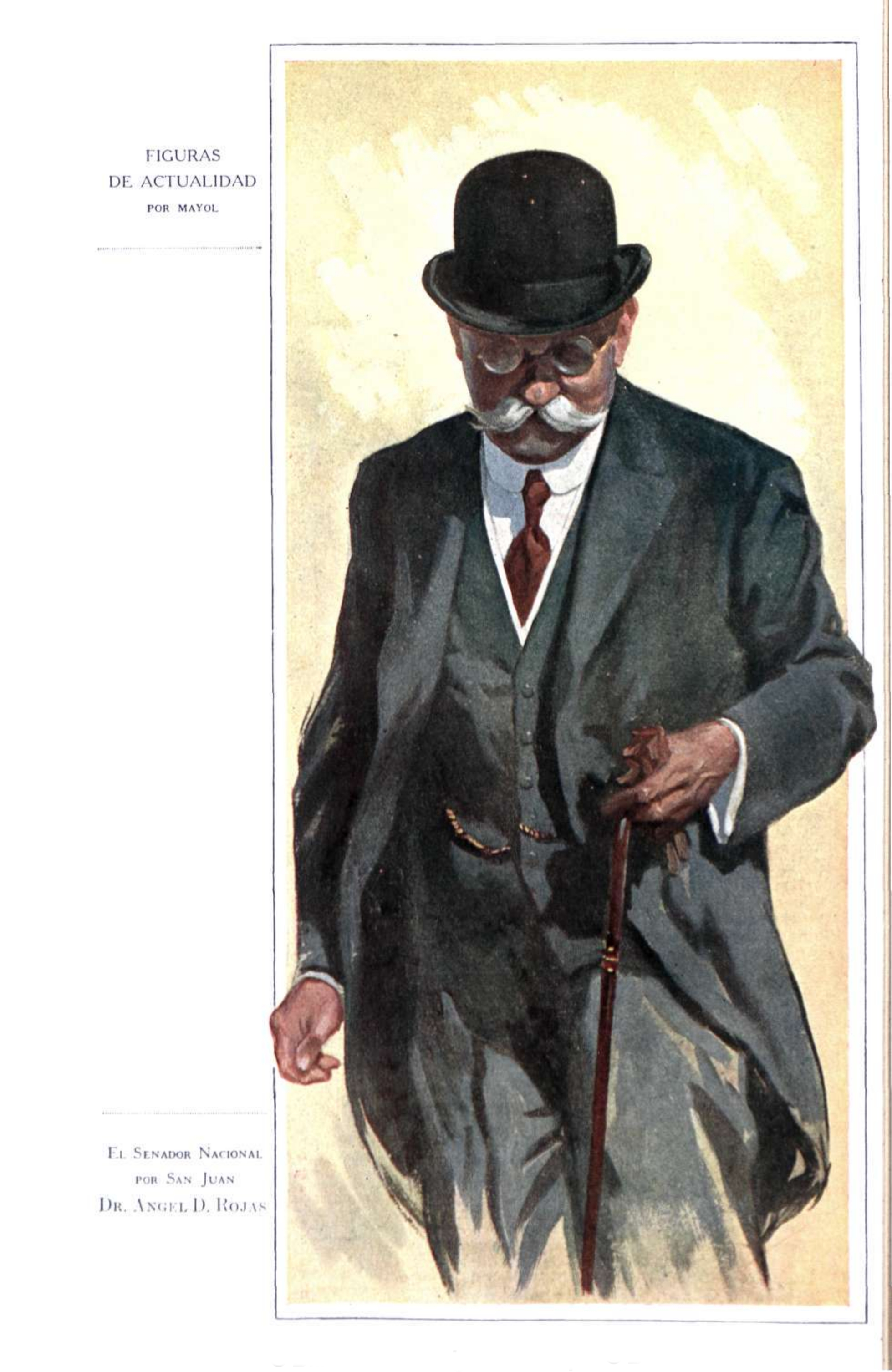
Retratado por Mayol en la revista Caras y Caretas (1917)

En 1915 se inició ya la campaña para las elecciones presidenciales, en las que el régimen conservador vislumbraba la posibilidad cierta de que, aprovechando los cambios electorales, la Unión Cívica Radical (UCR) obtuviera el gobierno de la nación. El líder del Partido Conservador, Marcelino Ugarte, era gobernador de la Provincia de Buenos Aires, la provincia más grande de la nación, por lo que teniendo en cuenta el posible resultado la candidatura le fue ofrecida a Rojas, acompañado en la fórmula por su coprovinciano Juan Eugenio Serú.
El hecho de que los candidatos a la primera magistratura nacional estuvieran ligados a la provincia provocó pasión en San Juan. Competían con el radicalismo con la fórmula Hipólito Yrigoyen-Pelagio Luna, el Partido Demócrata Progresista (Lisandro de la Torre - Alejandro Carbó) y el Partido Socialista (Argentina) (Juan Bautista Justo - Nicolás Repetto).
Tras las elecciones presidenciales de Argentina de 1916, el 2 de abril de 1916 Rojas obtuvo el segundo lugar en reñida elección con el candidato triunfante, Hipólito Yrigoyen, quien asumiría el 12 de octubre del mismo año marcando el comienzo de la hegemonía radical en el país.
Finalizadas las elecciones, la Asamblea provincial nombró a Rojas como senador nacional, por lo que el 20 de junio de 1916 asumió la gobernación el doctor Pedro Garro.
Falleció en San Juan el 16 de diciembre de 1918.